# Гейрингер, Хильда
Хильда Гейрингер (нем. Hilda Geiringer), также известная как Хильда фон Мизес (28 сентября 1893, Вена, Австро-Венгрия — 22 марта 1973, Санта-Барбара, Калифорния, США) — американский математик австрийского происхождения. Известна своим вкладом в математическую теорию пластичности.

## Биография
Родилась в 1893 году в Вене в еврейской семье. Была вторым ребёнком из четырёх детей. Отец, Людвиг Гейрингер (нем. Ludwig Geiringer), был уроженцем Венгрии, в Вене занимался производством текстиля; мать, Марта Вертгеймер (нем. Martha Wertheimer) — из Вены. Родители поддерживали стемление Хильды к образованию.

### Университет Вены
В старшей школе Хильда проявила отличные математические способности. Родители обеспечили дочери возможность поступить в Венский университет. После получения степени, Гейрингер продолжила изучение математики, и в 1917 году стала доктором философии. Руководителем её диссертации о ряде Фурье для функции двух переменных под названием «Trigonometrische Doppelreihen» был Вильгельм Виртингер. До 1921 года Гейрингер была ассистентом Леона Лихтенштейна, редактируя математический журнал Jahrbuch über die Fortschritte der Mathematik.

### Берлинский институт прикладной математики
В 1921 году Гейрингер переехала в Берлин, где поступила на работу в Институт прикладной математики при Берлинском университете в качестве ассистента Рихарда фон Мизеса. В том же году вышла замуж за Феликса Поллачека, который, как и Гейрингер, родился в Вене в еврейской семье и учился в Берлине. Поллачек получил докторскую степень в 1922 году и поступил на работу в Имперскую почту, где занимался внедрением математических методов в обустройство телефонной связи. В 1922 году у пары родилась дочь Магда, но брак распался. После развода Гейрингер продолжала работать у фон Мизеса, одновременно воспитывая ребёнка.
Получив образование как чистый математик, Гейрингер занялась прикладной математикой, чтобы соответствовать требованиям, предъявляемым Институтом прикладной математики. Её работа в это время касалась статистики, теории вероятностей, и математической теории пластичности. Чтобы получить право преподавать в Берлинском университете, она подготовила диссертацию для хабилитации и в 1927 году получила должность приват-доцента. В декабре 1933 года, после прихода к власти Гитлера, она потеряла право преподавать в связи с гонениями на евреев в нацистской Германии. Непосредственно перед этим её собирались назначить на должность экстраординарного профессора. Потеряв работу, Гейрингер покинула Германию и вместе с дочерью переехала в Брюссель. Там она получила место в Институте механики, где занялась теорией колебаний.

### Стамбул
В 1934 году Гейрингер вслед за фон Мизесом отправилась в Стамбул, где получила должность профессора математики в Стамбульском университете и продолжила исследования в области прикладной математики, статистики и теории вероятностей. Во время пребывания в Турции Гейрингер заинтересовалась основными принципами генетики, сформулированными монахом-августинцем Грегором Менделем.

### Соединённые Штаты
После смерти Ататюрка в 1938 году Гейрингер с дочерью перебралась в Пенсильванию, где получила должность преподавателя с частичной занятостью в колледже Брин-Мор. Помимо чтения лекций она выполняла секретную работу для Национального исследовательского совета.
В течение 1942 Гейрингер вела дополнительный летний курс механики в Брауновском университете в Провиденсе (Род-Айленд) для повышения американского стандарта образования до уровня, достигнутого в Германии. Она написала серию лекций о геометрических основах механики и, хотя лекции никогда не были должным образом опубликованы, они широко разошлись среди студентов и использовались в Соединенных Штатах в течение многих лет.

### Брак с Рихардом фон Мизесом
Гейрингер и фон Мизес поженились в 1943 году, в следующем году она ушла с преподавательской должности в колледже Брин-Моур, чтобы быть рядом с мужем, а также в связи с предложением колледжа Уитон в Нортоне (Массачусетс) штатной должности — первой постоянной работы в США. Она стала профессором и заведующим кафедры математики. В рабочие дни она читала лекции в колледже, а на выходные возвращалась в Кембридж (Массачусетс), чтобы быть с фон Мизесом.
По многим причинам сложившаяся ситуация не была удачной. В колледже Уитон на математическом факультете было только два преподавателя, и Гейрингер сожалела, что не может быть частью большого математического сообщества.

### Дискриминация
Гейрингер пыталась получить работу в учебных заведениях Новой Англии, но успеха не достигла из-за практически открытой дискриминации женщин-преподавателей. Другим фактором было еврейское происхождение, от которого Гейрингер никогда не дистанцировалась. Однако она воспринимала подобную враждебность довольно спокойно, полагая, что ее работа поможет будущим поколениям женщин-ученых. Преподавая в колледже Уитон, она также не бросала научной работы.
В 1939 году профессор астрономии Гарвардского университета Харлоу Шепли рекомендовал Гейрингер на должность преподавателя колледжа Рэдклиф, c которым у Гарварда имелись партнёрские отношения. Хотя университет оказывал колледжу поддержку и направлял своих преподавателей для чтения лекций, до 1963 года его выпускники не получали диплом гарвардского уровня, и Гейрингер как математик и преподаватель превосходила уровень должности, которую ей могли предложить в Рэдклифе, однако никакого предложения она так и не получила.
За неё просили Освальд Веблен и Герман Вейль, характеризуя Гейрингер как редкого специалиста, сочетающего глубокое теоретическое знание математики и одновременно опытного в прикладной науке. В ответном письме Вейлю в Институт перспективных исследований в Принстоне она отмечала: «Я, конечно, осознаю, как трудно для беженца и женщины что-то найти. Тем не менее, я не потеряла надежду. Нет необходимости говорить, что исследовательская позиция будет принята мной с той же охотой, что и преподавательская». «Я надеюсь, следующее поколение женщин будет находиться в лучших условиях. Между тем, нужно продолжать жить с наибольшей возможной пользой».

### Работа в Гарварде
В 1953 году умер Рихард фон Мизес, и со следующего года Гейрингер, продолжая преподавать в колледже Уитон, начала работу в Гарварде, завершая и редактирую неоконченные рукописи мужа. Но для этого ей пришлось получить грант от Управления военно-морских исследований, и только тогда Гарвард предложил ей временную должность научного сотрудника в области математики.

### Признание
В 1959 году Гейрингер была избрана в Американскую академии искусств и наук. В 1956 году Берлинский университет, то ли в качестве искупления вины, то ли из-за желания добавить яркое имя в список сотрудников, избрал Гейрингер профессором-эмеритом с полным обеспечением. В 1959 году Гейрингер формально ушла в отставку с должности в колледже Уитон, и в следующем году колледж присвоив ей звание почётного доктора наук. Почётное звание также было ей присвоено Институтом математической статистики и в 1967 году Венским университетом.

## Публикации
Хильда Гейрингер опубликовала более 70 научных статей и выпустила несколько книг. Среди них:
- Die Gedankenwelt der Matematik (Берлин, 1922)[6];
- Geometrical Foundations of Mechanics (Провиденс, штат Род-Айленд, 1942)[6].

Ей также были закончены, отредактированы и опубликованы работы Рихарда фон Мизеса, включая книгу Mathematical Theory of Probability and Statistics.